# Skalø

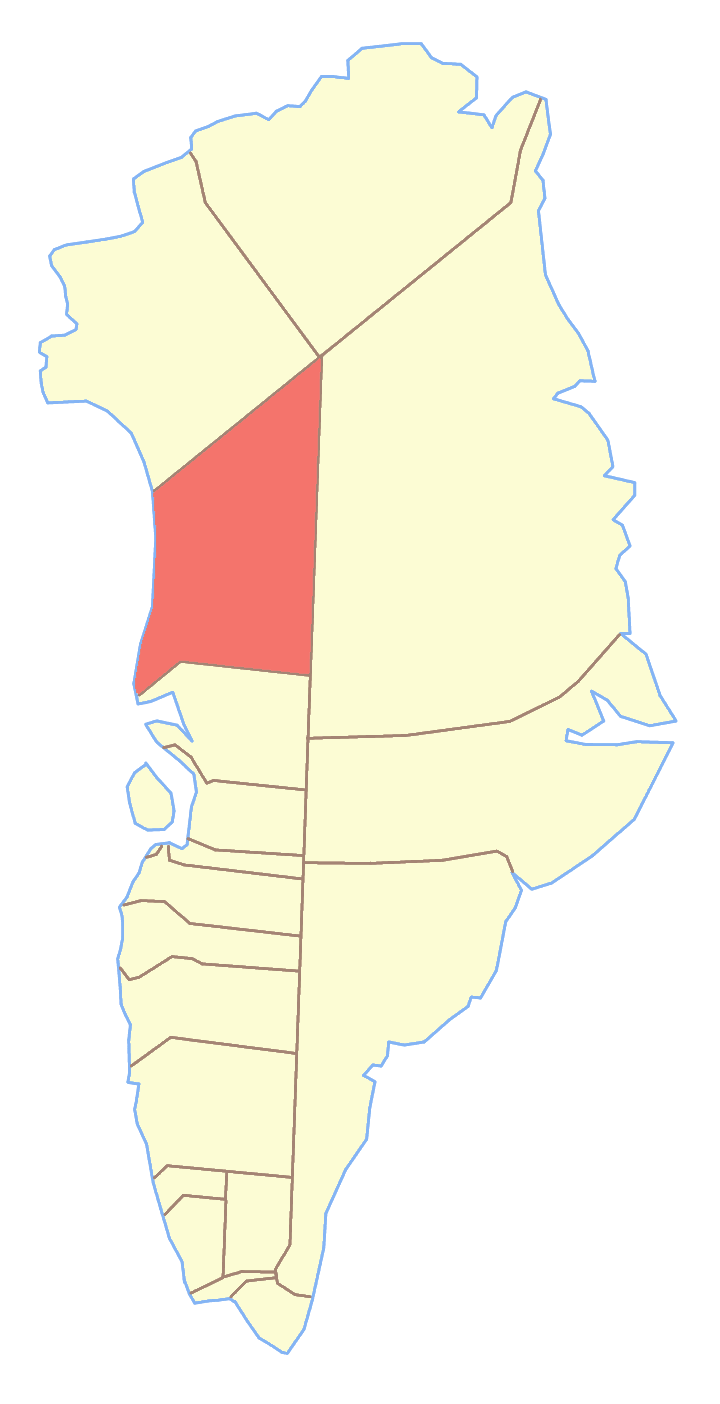
Territorio dell'ex comune di Upernavik, dove si trova Qeqertaq

Qeqertaq (danese Skalø) è un'isola disabitata della Groenlandia di 124 km². Prima della riforma municipale groenlandese apparteneva alla contea della Groenlandia Occidentale e al comune di Upernavik. Oggi fa parte del comune di Avannaata.